# جام ارجان

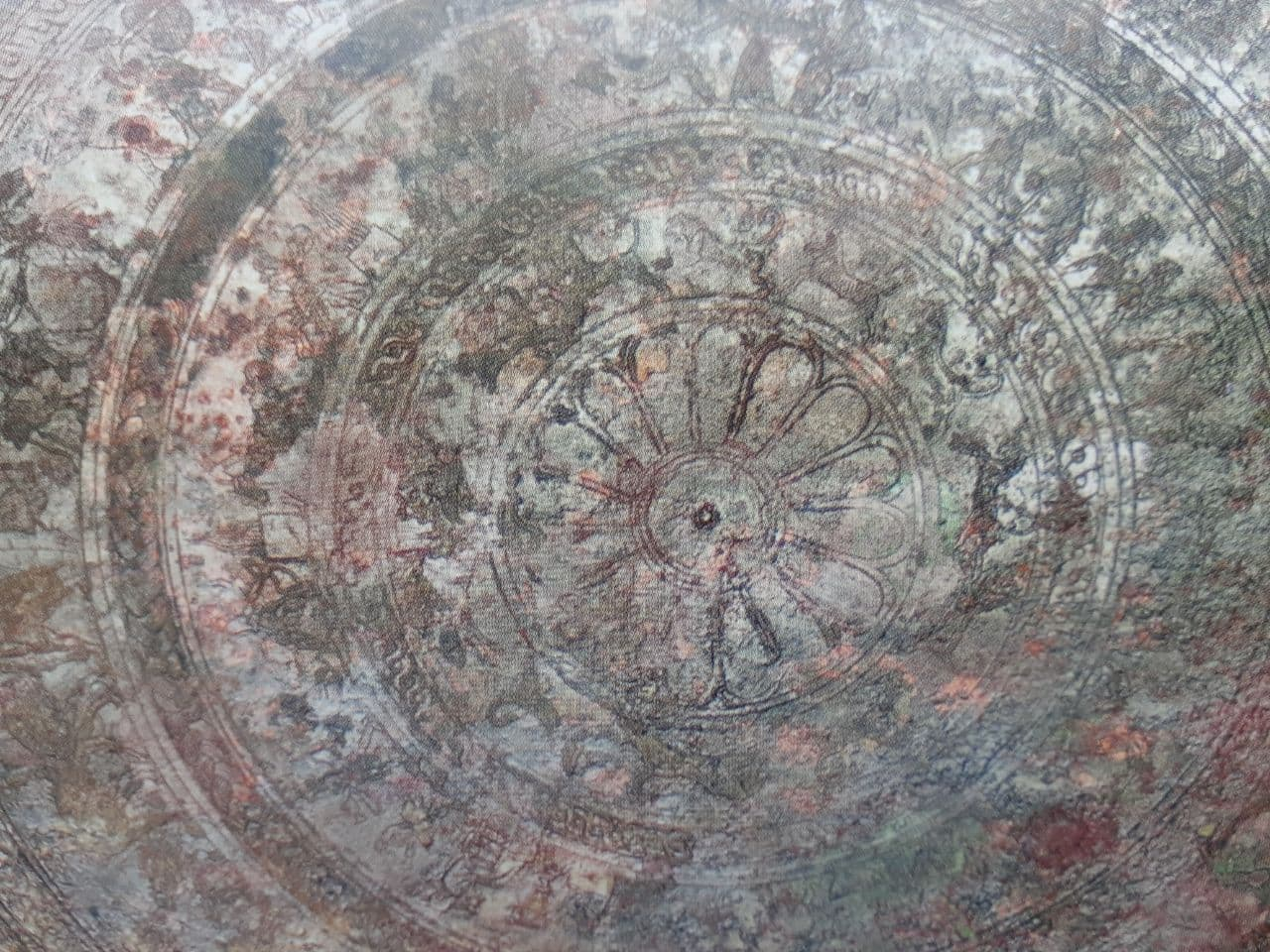
Arjan

Arjan

جام اَرگان یا جام ارجان یا جام کیدین هوتران ، نام یک سینی است که از تابوت کیدین هوتران یکم به همراه تعدادی از اشیا دیگر در محوطه باستانی ارجان متعلق به تمدن دوره ایلامی، دوران میانی در سال ۱۳۶۱ کشف شده‌است. جام ارجان پس از اینکه در سال ۱۳۹۹ به عنوان نماد کاروان المپیک ایران برگزیده شد مورد توجه قرار گرفت و این جام که بخشی از اشیای داخل تابوت بود از سایر اقلام این تابوت مشهورتر گردید. وسعت این محوطه باستانی حدود ۵۰۰ هکتار است. در اولین مطالعات پیرامون شهر قدیم ارجان، قدمت این شهر به دوره ساسانیان (۲۲۴–۶۵۲ میلادی) نسبت داده شده ولی در سال ۱۳۶۱خورشیدی در نزدیکی این محوطه باستانی، آثار یک آرامگاه متعلق به حدود هزاره دوم قبل از میلاد و به دوره ایلامی کشف شد که باب جدیدی در باستان‌شناسی این محوطه تاریخی گشود. این آرامگاه حاوی تابوتی بزرگ از جنس برنز بود.

## تابوت برنزی و اشیای داخل و اطراف آرامگاه
کشف تصادفی تابوت هنگام جاده‌سازی در سال ۱۳۶۱، اسرار زیادی از این محوطه ناشناس را بر ملا ساخت.
یک حلقه طلایی با دسته استوانه‌ای هلالی شکل تو خالی که دو انتهای آن به دو صفحه بیضی شکل ختم می‌شوداز اشیا مهم دیگر تابوت است. قسمت داخلی این صفحه‌ها به‌طور قرینه با نقش دو شیر بالدار که در دو طرف درخت مقدس ایستاده‌اند تزیین شده‌است. دور تا دور نقوش نقش گیس بافته دیده می‌شود. گیس بافته شده نشانه دوشیزگان است. در زیر پای شیرها سه ردیف نقش به صورت طاق هلالی شکل کنده شده و بر روی دسته، شیارهایی ایجاد شده که انتهای آنها به یک گل دوازده پر در قسمت بیرونیِ دو صفحه، ختم می‌شود. این حلقه دارای کتیبه‌ای به خط میخی عیلامی در قسمت دسته است که ترجمه آن کیدین هوتران پسر کورولوش است.
با توجه به اینکه در زمان کشف تابوت سر تابوت روی آن قرار نداشته احتمال داده می‌شود که این گور در دوران بسیار کهن مورد سرقت و دستبرد قرار گرفته و آنچه باقی مانده اشیایی است که برای سارقان ارزشمند نبوده‌است.
جام ارجان و رازهای پنهان تمدن ایران

## سینی یا جام ارجان

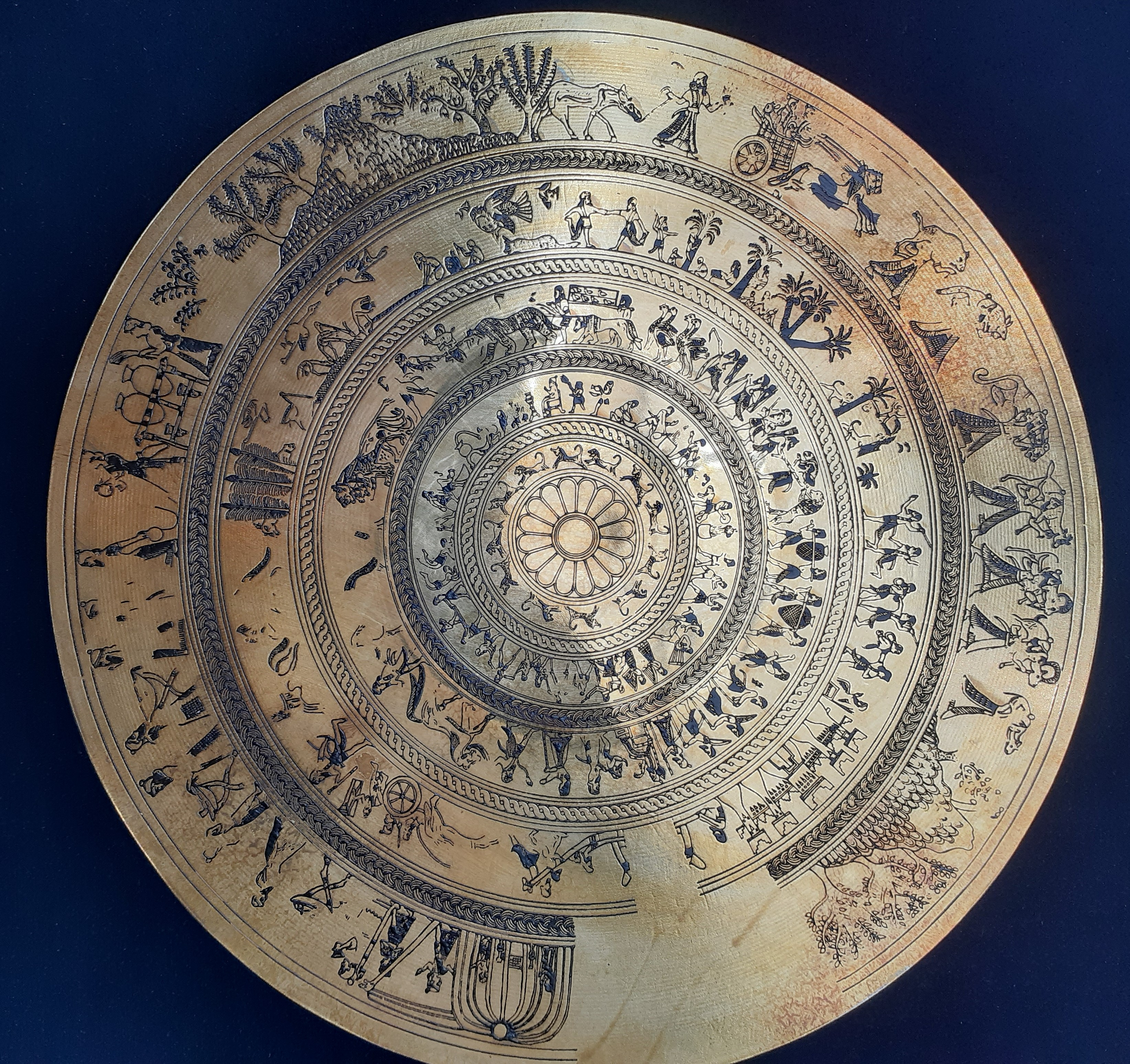
A Replica of Arjan bowl

یکی دیگر از یافته‌های بسیار مهم تابوت گور کیدین هوتران، سینی است که امروزه آنرا جام ارجان می‌نامند، جام ارجان ۱۹۶ نقش دارد که ۱۱۴ نقش به انسان، ۲۰ نقش به پرنده، ۲۰ نقش به درخت و ۴۰ نقش آن به حیوان اختصاص دارد و البته اشیا و ابزار آلات موسیقی و ورزشی نیز در آن وجود دارد
نقش‌های سینی ارجان شامل یک گل شانزده‌پر گل خورشید یا (آفتابگردان) در مرکز سینی، سپس یک ردیف شیر، و پنج ردیف نقوش متنوع مربوط به مراسم مختلف در بقیه فضا کنده شده و فاصله بین این نقوش را چند ردیف گیس بافت پر کرده‌است. همچنین، قدیمی‌ترین تصویر از یک چنگ‌نواز یا به قولی لیرنواز ایرانی در میان گروه نوازندگان در این سینی به چشم می‌خورد. در لبهٔ پشت جام نیز کتیبه‌ای میخی به خط ایلامی نقش بسته‌است.

## اهمیت گل مرکزی جام ارجان

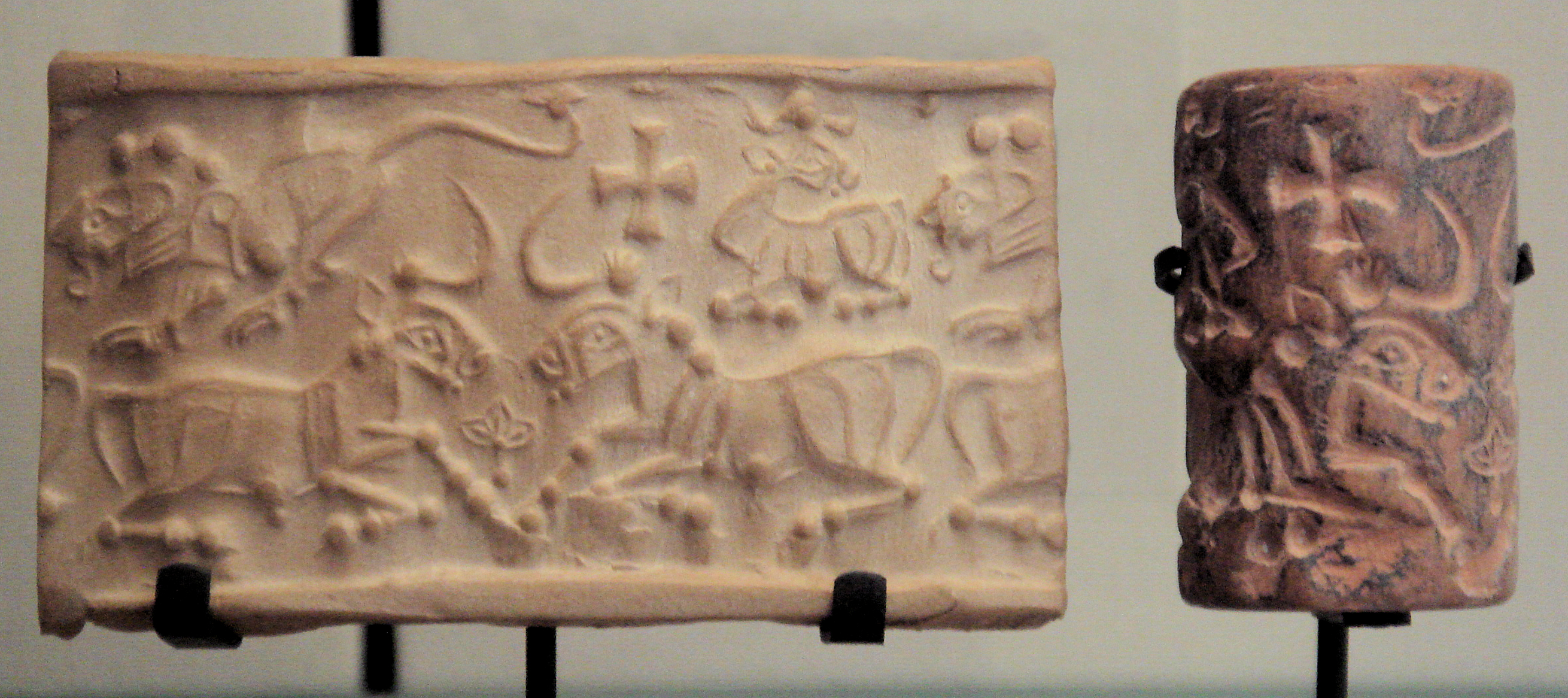
مهر ایلامی با صلیب و چرخ گردون 3150-2800 BC

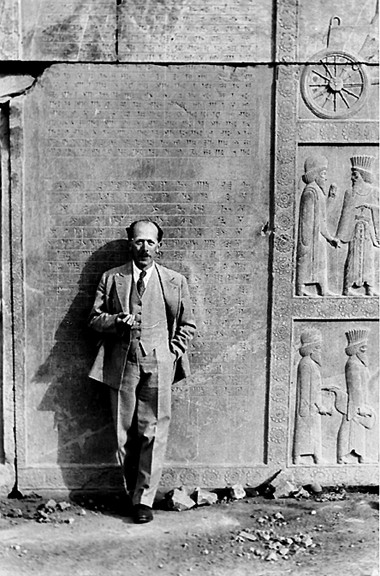
weel

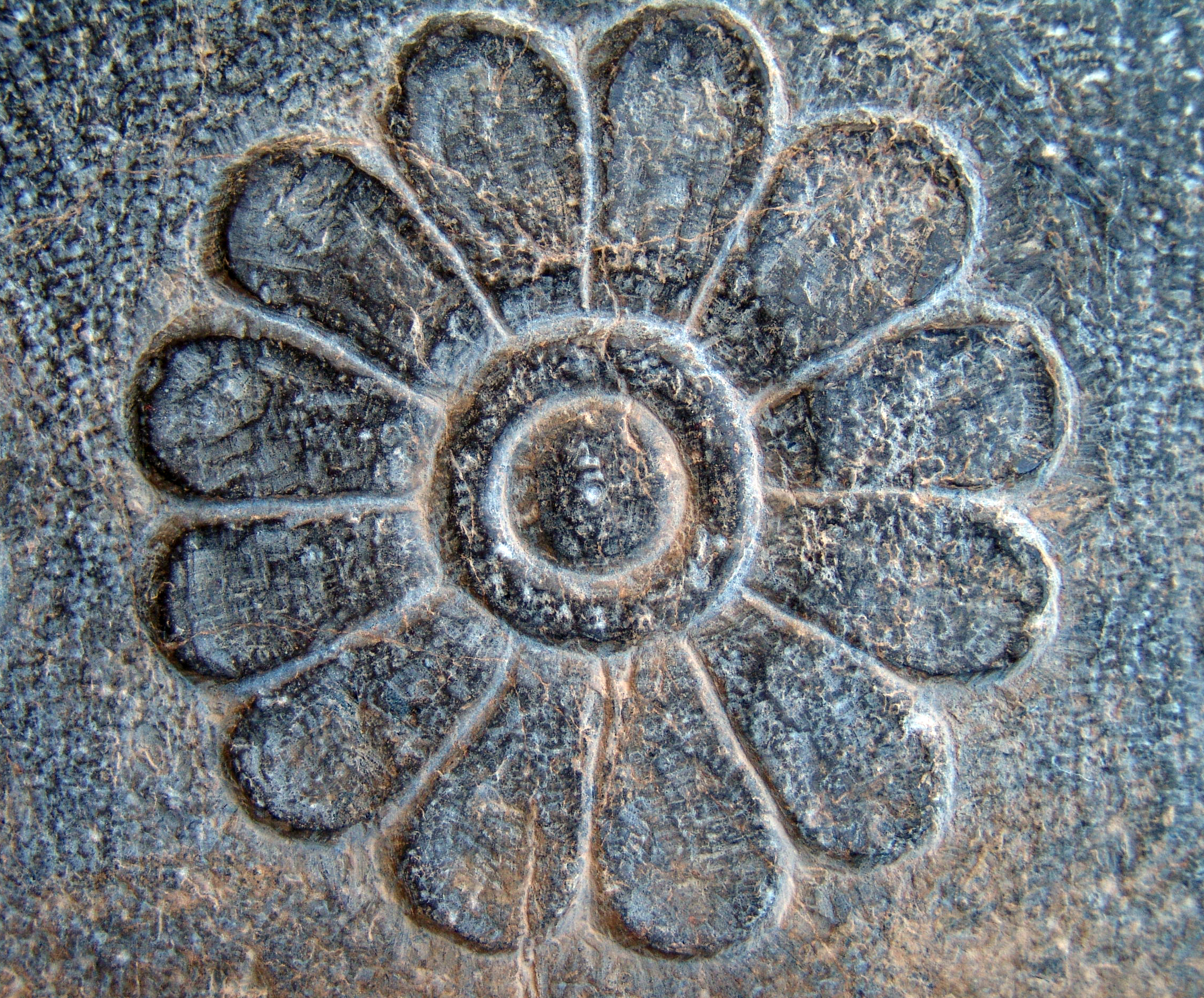
Perspolis Iconic Sunflowers

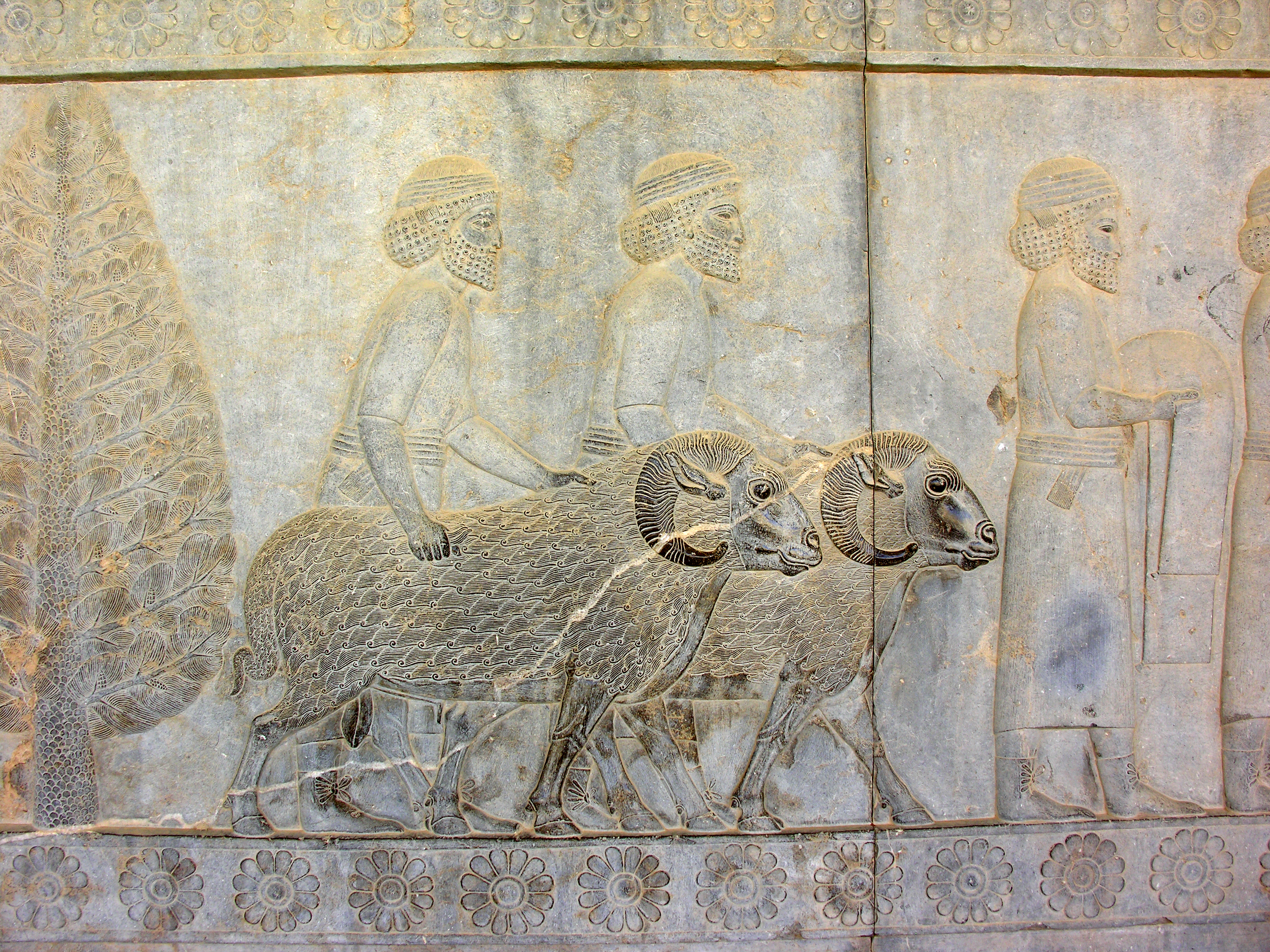
گلهای ایکونیک خورشید در تخت جمشید

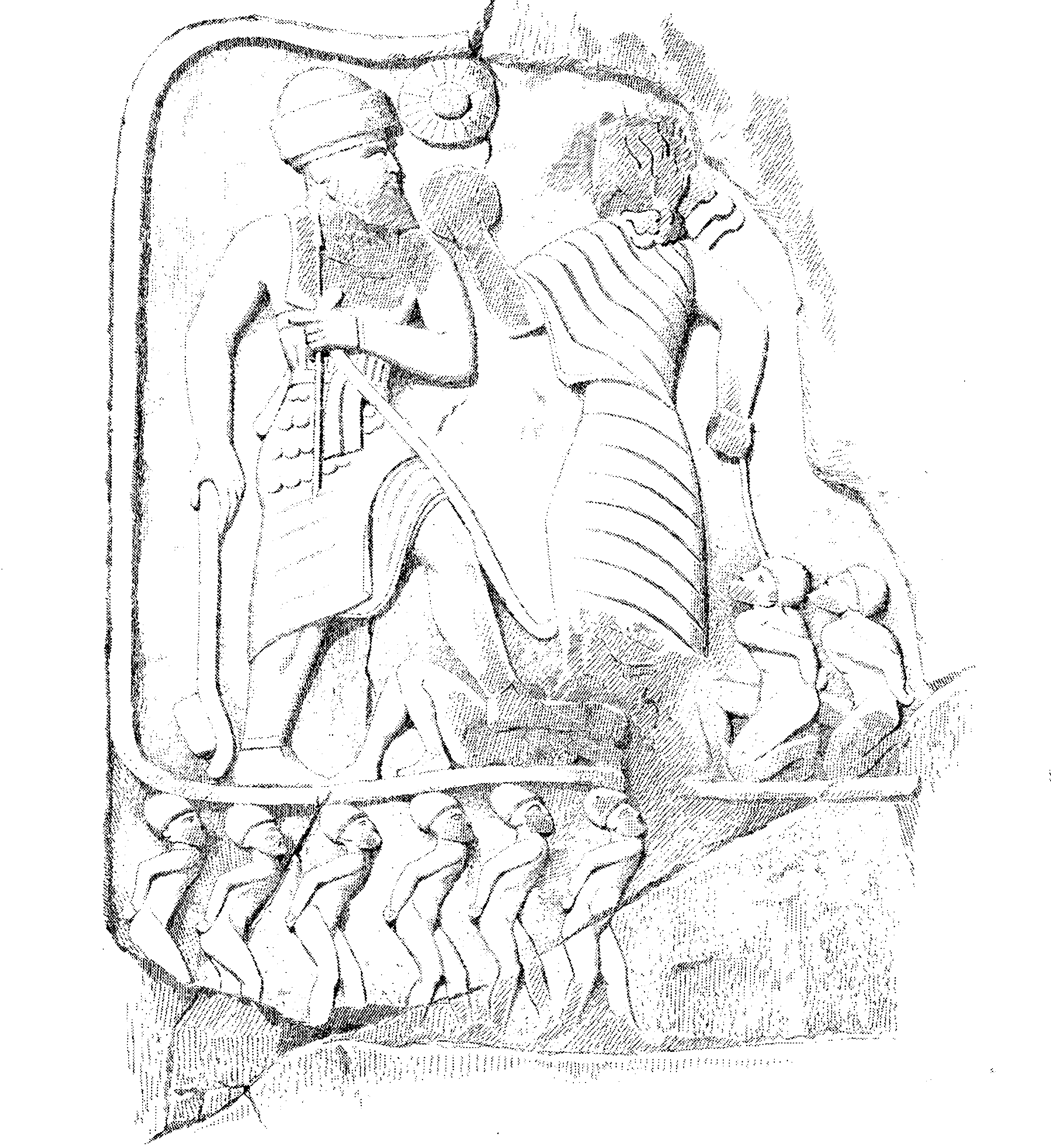
سنگ‌نگاره آنوبانی‌نی کرمانشاه و گل 16 پر

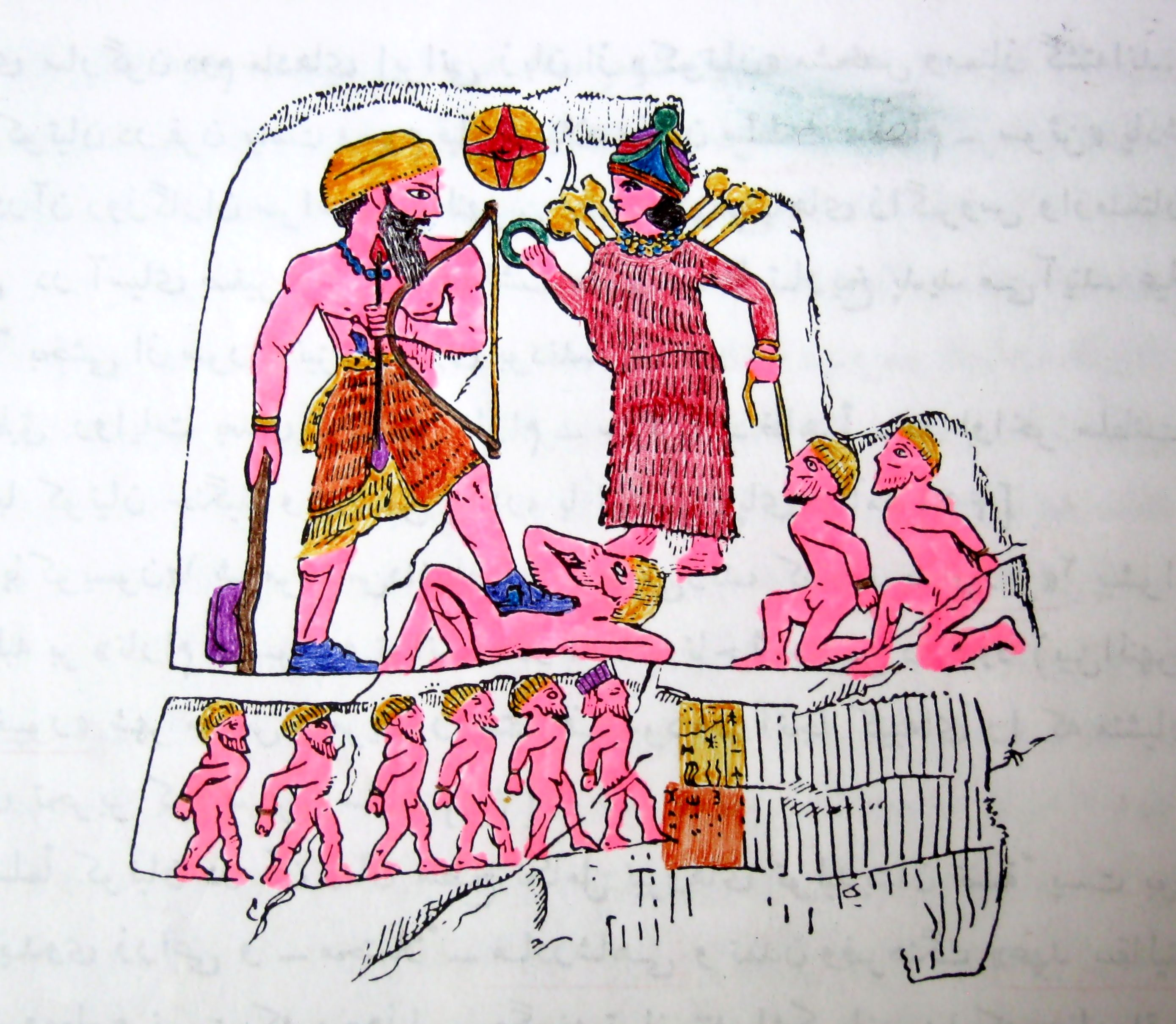
Lulu king 2

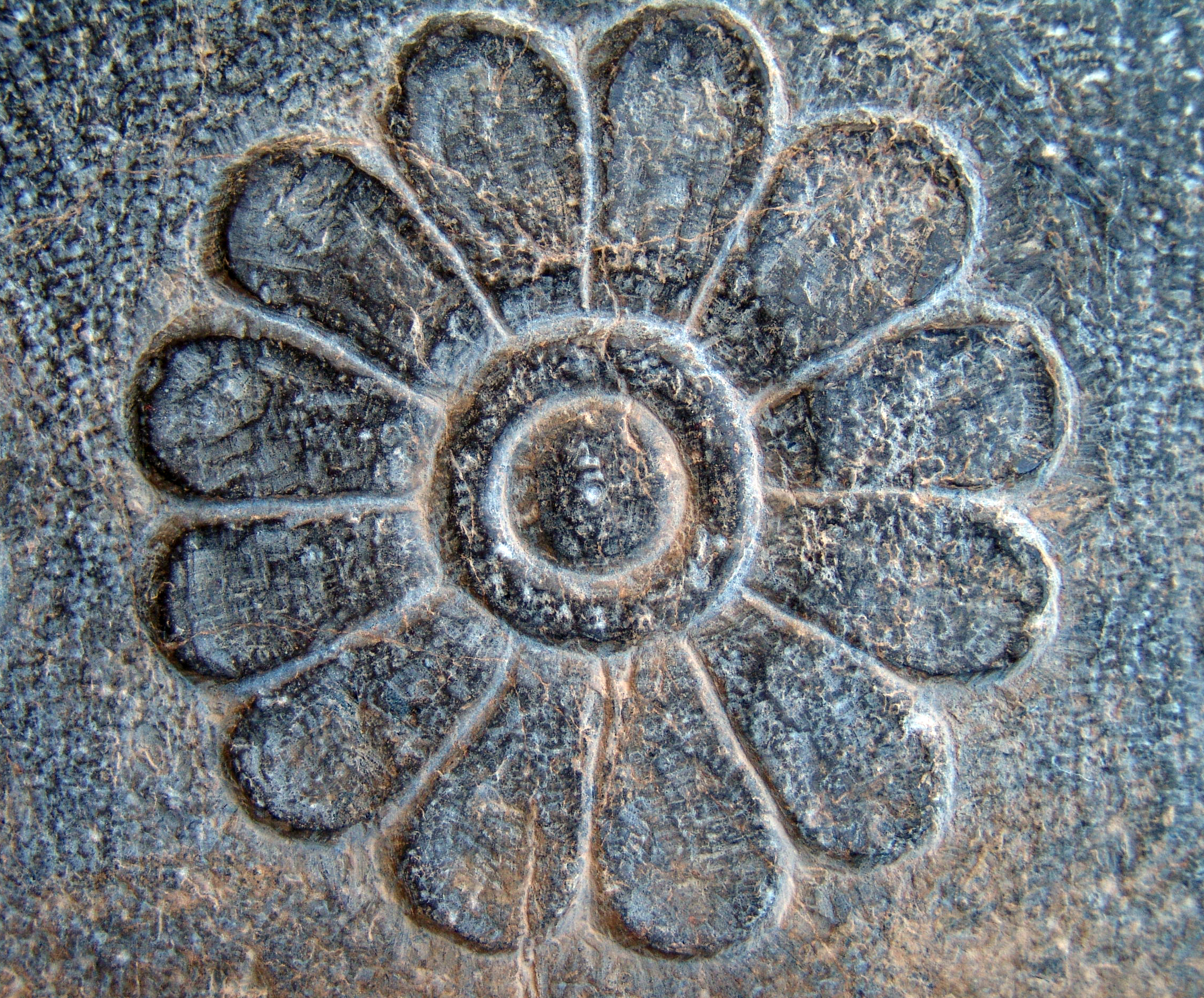
گلهای سنگ نگاره تخت جمشید و شباهت جام ارجان

Flag of the Japanese Emperor

گل شانزده‌پر در مرکز سینی ارجان یک اثر و نماد بسیار مهم مذهبی است که در بسیاری از تمدنها وجود داردکهن ترین آن در سنگ‌نگاره آنوبانی‌نی شبیه به آفتابگردان یا یک نوع گل داوودی است و خاور شناسان آنرا به نادرستی نیلوفر معرفی می‌کنند، در حالیکه این گل نماد و رمزی از خورشید و چرخ گردون و الهه سرنوشت است که مشابه آن در تمدن سومری و میانرودان نیز وجود دارد. احتمال دارد که نمادی از خدای استار (ستاره) ایشتار باشد رمز واقعی این نمادبه شکل گُل هنوز به‌درستی آشکار نشده ولی می‌تواند ستاره اقبال یکی از شاهان یا نشان دینی در ادیان کهن باشد. در دایره دوم جام ارجان، شیر، و چارپایان و پرندگان مربوط به اجرای آیین‌های مختلف قرار دارند و هفت دایره یا حلقه نشانه عدد مقدس ۷ است عدد ۷ در دین یهودی و بسیاری از ادیان و مذاهب مقدس است
این شکل که ظاهری شبیه به گل دارد در دوره‌های نخست ربطی به گل نیلوفر نداشته و بعدها آنرا منسوب به گل کرده‌اند که البته بیشتر شبیه به آفتابگردان است تا نیلوفر آبی، به‌طوراساسی شباهتی به نیلوفر آبی ندارد. نشان ملی ژاپن که یک نماد در معابد بودایی و شینتویی هم هست و دارای ۱۶ برگ هست مطابق همان نمادی که در سینی ارجان و نمادهای تخت جمشید و چرخ درامای هند هست.
چرخ که به‌شکل گل درآمده است با نام چرخ درما یا چرخ گیتی قدیمی‌ترین نماد است که کاربرد خود را به‌طور مستمر در ایلام و هخامنشیان و تمدنهای دیگر حفظ کرده‌است. در خراسان بزرگ و افغانستان امروزی و در تمدن گندهارا یا قندهار رد پای قدیم این چرخ به همین شکل امروزی دیده می‌شود.
.
youtube.com

## مشابه سازی جام ارجان برای موزه‌های جهان
شش عدد قالب برنزی جام ارجان، به سفارش مؤسسه کمک به توسعه فرهنگ و هنر کمیته ملی المپیک، قلمزنی و دوات‌گری شده‌است. سید احمد حمیدی سازنده این نمونه‌ها گفت: ۶ جام برای ارسال به موزه سایر کشورها تولید شده‌است، و افزود: یکی از جام‌ها در اندازه اصلی کار یعنی ۴۳٫۵ است که به موزه سوئیس ارسال می‌شود و ۵ اثر دیگر برای ارسال به موزه‌های المپیک و توکیو ارسال که تحویل وزیر ورزش ژاپن شده‌است.، بر اساس نقش‌ها جام ارجان در حالی که یونان را به عنوان مهد ورزش می‌شناسند، جام ۲۸۰۰ ساله ارجان، با نگاره‌های خاصی که روی آن آشکار است، نشان می‌دهد دیرینه ورزش‌های گروهی در ایران کهن‌تر از یونان است. این جام، در ۵ ردیف همسان ورزشکاران و رزمی‌کاران ایرانی را نشان می‌دهد که درحال ورزش‌های رزمی و تفریحی مثل اسکی روی یخ یا همان پاتیناژ، سوارکاری، تکواندو و قایق‌سواری‌اند

## اهمیت محوطه ارجان
محوطه باستانی ارجان به‌دلیل قدمت و اهمیت در تاریخ ۱ مرداد ۱۳۸۶ با شمارهٔ ثبت ۱۹۲۸۸ به‌عنوان یکی ازآثار ملی ایران به ثبت رسیده‌است.
به نظر برخی مورخان ازجمله آرتور کریستنسن (۱۹۲۵، ص۷)، بعدها قباد یکم پادشاه ساسانی در یورش به امیدا در شمال بین‌النهرین (منطقه کُردنشین دیاربکر در کشور ترکیه کنونی)، هشتاد هزار تن از اهالی آن را به اسارت گرفته و به ارگان آورده، و این منطقه به مرکز تولید پارچه کتان که مردم امیدا در ساخت آن ماهر بودند، مبدل شده‌است. منابع تاریخی از نام‌های دیگری چون رامقباد، بِرامقباد، اَبَرقباد و به از آمِدِ کَواد برای ارجان استفاده کرده‌اند، که بخش دوم مشترک در همهٔ آن‌ها به نام پادشاه قباد یکم ساسانی اشاره دارد.
اصطخری در کتاب المسالک و الممالک دربارهٔ دژ ارجان می‌نویسد:
دژ جیس در ناحیه ارجان است. در آنجا مجوسان یادگارهای ایرانیان را نگاهداشته و در آن‌ها پژوهش می‌کنند. این دژی است بسیار استوار.
ارجان از ایالات مهم دوره ساسانی در منطقه جنوب غربی ایران بود. رشد و شکوفایی این منطقه در دوران اسلامی بیشتر شد؛ سرانجام ارجان پس از سال‌ها رونق بین قرون، شش و هفت هجری متروک گشت.

## علل نابودی
جنگهای پی در پی، زمین‌لرزه و بیماری‌های واگیر سبب چندین دوره افول ارجان بوده‌است
به گفته ابن اثیر:
به سال ۴۴۴ ق خوزستان - ارجان و ایذج (ایذه) دچار زلزله بسیار شدیدی شد. در این زلزله افراد زیادی به زیر آوار رفتند و ابنیه بسیاری تخریب و نابود شد. زلزله به قدری شدید بود که کوه شمالی ارجان به نام خائیز، ترک خورد و از آن ساخت‌هایی با پله‌هایی از جنس گچ بیرون آمد.
به‌احتمال زیاد این زمین‌لرزه از دلایل نابودی بسیاری از زیر ساخت‌های آبیاری و کشاورزی شهر ارجان بوده‌است؛ و پس از این زمین لرزه، در سال ۴۷۸ قمری دوباره ارجان و حومه آن، تحت تأثیر زمین‌لرزه دیگری قرار گرفت. ابن اثیر در این باره گفته‌است: «بسیاری از دام‌ها و انسان‌ها به زیر آوار رفتند» و گمان می‌برند که اولین صدمات جدی به پل‌های دوگانه ارجان متعلق به همین دوره است؛ و سالها بعد این دو پل کامل ویران شده‌است. در منابع نوینی که به بررسی زلزله‌های تاریخی پرداخته این زلزله تأیید شده. بدین ترتیب این دو زلزله افراد زیادی را به کام مرگ کشانده. شهر را ویران و ساخت‌های زیر بنایی آن را از بین برده‌است؛ و از جمعیت و اهمیت تجاری ارجان تا حدی کاسته‌است.